# السينات السبعة

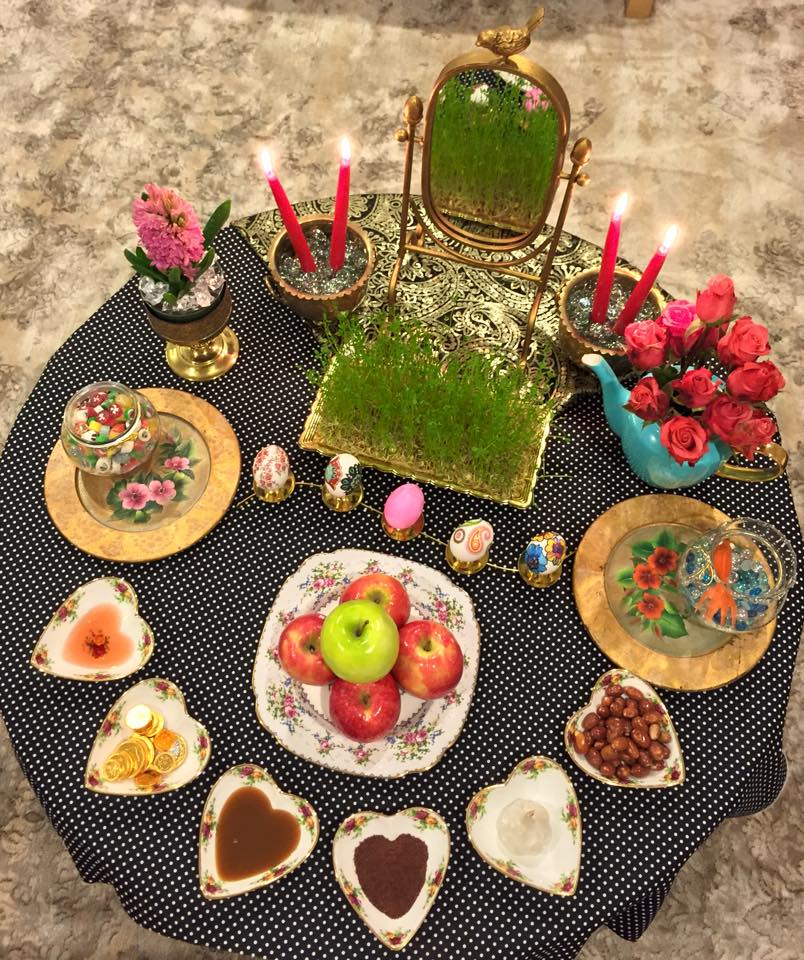
مائدة الهفت سين.

السينات السبعة (بالفارسية: هفت سين) هي السفرة التقليدية التي تحضر لإحياء عيد النوروز، وهي عادة منتشرة في كثير من بلاد إيران وأفغانستان.
توضع على هذه المائدة سبعة اشياء تبدأ بحرف السين باللغة الفارسية، وهم:
- «سبزه» أي الخضرة.
- «سركة» - نوع من الخل.
- «سنجد» أي التمر أو ثمرة برية يشبه العناب.
- «سمنو» - نوع من الحلوى الإيرانية.
- «سيب» أي التفاح.
- «سير» أي الثوم.
- «سماق» نوع من البهار.

وقد تعوض واحدة من هذه الأشياء بشيء آخر يبدأ بالسين مثل «سنبل» أي سنبلة. إضافة إلى ذلك تحتوي المائدة في العادة على مرآة وديوان حافظ الشيرازيّ.